# 横槎桥
横槎桥，又名四驳桥，是一座位于中华人民共和国广东省惠阳专区惠阳县的已被废弃的桥梁，始建于清道光二十八年（1848年）。迄今为止的最后一代桥梁于侵华日军第一次撤出惠州后修建，并于1956年8月被废弃。
2018年8月，惠州市园林管理局释出了该桥的重建计划，预计于2020年完工启用。

## 构造
迄今为止的最后一代横槎桥为惠阳县的一条横跨西湖的桥梁，长15米，宽度不详，材料为钢筋混凝土。该桥桥下中孔的跨度为6米。

## 历史
清道光二十八年（1848年），归善县监生廖履中、廖美中兄弟集资修建了最早的横槎桥。彼时的桥梁以石砌就，长度不详，宽为2米，桥下开有三孔。
1937年，为了贯通环绕惠州西湖的公路，周醒南、翁式亮、陈承宦等人集资翻修该桥为其最终模样，这过程亦得到当时的惠州西湖经理委员会的支持，并于当年8月完工。一年后，侵华日军第一次入侵惠州，并在当年12月7日撤出惠州时将该桥连同东新桥、近秀桥等一同炸毁，后当地人重建了该桥。1956年8月，由于环绕惠州西湖的公路被改筑为广汕公路的一部分，该桥自此被废弃。
2018年8月，惠州市园林管理局公示了《惠州西湖风景名胜区详细规划》（草案），提出在2020年前恢复数个景点，当中该桥将会被复原。